# لتلهاکان، بوتسوانا
لتلهاکان (به انگلیسی: Letlhakane) شهری در ناحیهٔ مرکزی کشور بوتسوانا است که در سال ۲۰۰۰ میلادی ۱۹٬۵۳۹ نفر جمعیت داشته که از این تعداد، ۹٬۸۴۸ نفر مرد و ۹٬۶۹۱ نفر زن بوده‌اند.